# Тьерселин, Шарль
Шарль Тьерселин (фр. Charles Thiércelin; 1861, Франция — неизвестно) — гаитянский фехтовальщик. Участник летних Олимпийских игр 1900 года.

## Биография
Шарль Тьерселин родился в 1861 году во Франции.
Выступал в соревнованиях по фехтованию за парижский «Раншу».
В 1900 году вошёл в состав сборной Гаити на летних Олимпийских играх в Париже. В личном турнире шпажистов-маэстро по решению судей, оценивавших уровень фехтования, не преодолел первый раунд. В личном турнире рапиристов-маэстро в четвертьфинальной группе не смог занять хотя бы 2-е место, дававшее пропуск в полуфинал, уступив Жоржу Журдану и Жану Жанво из Франции.
Наряду с фехтовальщиком Андре Корвингтоном и регбистом Константином Энрикесом был первым представителем Гаити на Олимпийских играх, несмотря на то что Олимпийского комитета Гаити на тот момент не существовало (он был основан в 1914 году и признан в 1924 году) и участие сборной этой страны в Играх 1900 года не было официальным по версии МОК.
О дальнейшей жизни данных нет.